# 蔡嘉禾
蔡嘉禾（？—？），江苏吴县人，是一名清朝政治人物。
蔡嘉禾曾于1841年接替龚文灏任福建永安县知县一职，1845由吴金华接任。